# جيرانت ستانلي جونز
جيرانت ستانلي جونز (بالإنجليزية: Geraint Stanley Jones)‏ هو عضو مجلس إدارة ومنتج تلفزيوني بريطاني، ولد في 26 أبريل 1936 في Pontypridd ‏ في المملكة المتحدة، وتوفي في 25 أغسطس 2015.

## وصلات خارجية
- جيرانت ستانلي جونز على موقع IMDb (الإنجليزية)